# Cosmozetes magoebaensis
Cosmozetes magoebaensis är en kvalsterart som först beskrevs av Engelbrecht 1973.  Cosmozetes magoebaensis ingår i släktet Cosmozetes och familjen Microzetidae. Inga underarter finns listade i Catalogue of Life.